# Prieuré de la Haie-aux-Bonshommes
 (mars 2024).
Si vous disposez d'ouvrages ou d'articles de référence ou si vous connaissez des sites web de qualité traitant du thème abordé ici, merci de compléter l'article en donnant les références utiles à sa vérifiabilité et en les liant à la section « Notes et références ».
Le prieuré de la Haie-aux-Bonshommes est un ancien prieuré grandmontain situé à Avrillé (Maine-et-Loire). Il est occupé par les « Dominicains d'Avrillé », une communauté traditionaliste d'inspiration dominicaine anciennement proche de la Fraternité sacerdotale Saint-Pie-X.

## Localisation
Le prieuré est situé dans le département du Maine-et-Loire, sur la commune d'Avrillé.

## Description
L'église du XIIe siècle, classée au titre des monuments historiques, possède une abside en cul-de-four, avec à la clé de voûte le Christ bénissant. L'abside est éclairée par un triplet de hautes fenêtres. La nef est voûtée en berceau légèrement brisé, avec à la base une corniche composée d'un larmier, d'une gorge et d'un tore.
Les murs intérieurs de l'église ont été décorés de peintures dans la seconde moitié du XIVe siècle, sous le priorat de Roger de Beaufort, futur pape Grégoire XI. Sur le mur nord de la nef a été peinte l'histoire de Jacob en cinq parties ; sur le mur sud est représenté Adam nommant les animaux lors de la création du Monde. La grande fenêtre du pignon ouest comporte un vitrail en grisaille de type cistercien.
La porte des fidèles qui s'ouvre dans le mur nord donne sur un porticum récent. Elle possède trois voussures égales en arc légèrement brisé, avec des tores reposant sur des culots et des colonnes engagées. La porte des moines, dans le mur sud, est plus étroite et possède également trois voussures en arc brisé venant reposer sur des culots et des colonnes engagées. Elle s'ouvre sur un cloître charpenté récent.
À l'extérieur, faisant suite au porticum, se trouve une petite chapelle oratoire le long du mur nord de l'église, également du XIIe siècle, une des rares chapelles latérales subsistantes. Elle servait vraisemblablement pour les religieux lépreux, le prieuré ayant servi de lieu de soins pour les moines grandmontains atteints de cette maladie.
De l'aile sud, il ne reste qu'une partie des bâtiments reconstruite au XVIIe siècle. Toutefois quelques éléments de l'édifice primitif sont encore visibles. L'aile ouest, également reconstruite au XVIIe siècle, présente une façade de style classique bien conservée et possède un escalier de la même époque. Quant à elle, l'aile du côté a été détruite à la Révolution française. Les dominicains occupant la Haye l'ont fait reconstruire dans l'esprit grandmontain. Elle comprendra au rez-de-chaussée le chapitre et une sacristie à la place du passage. Des chambres à l'étage remplaceront le dortoir commun aux frères et aux convers qui existait à l'origine de l'ordre de Grandmont.

## Histoire

### Moyen Âge

#### Fondation
Le 29 décembre 1170, saint Thomas Becket, archevêque de Cantorbéry, est assassiné par des chevaliers du roi Henri II d'Angleterre. Ce dernier, considéré comme responsable du meurtre, doit faire pénitence de son crime ; comme il partage l'amour de sa mère Mathilde l'Emperesse pour les Grandmontains, il souhaite établir un monastère de cet ordre en Anjou. Dans un domaine appelé « la Haye du Roi », près de la ville d'Angers, les seigneurs Raoul et Étienne de Véo (le second étant sénéchal d'Anjou) fondent vers 1177 une « celle » (nom donné aux petits monastères) de Grandmontains, grâce à de nombreuses donations du roi. Henri II accorde notamment l'exemption d'impôts et de service militaire, la perception de la dîme et le droit d'asile. Cette abbaye ne tarde pas à s’appeler « la Haye-aux-Bonshommes », les moines grandmontains, charitables, étant souvent surnommés « bonshommes » par ceux qu'ils aident.
La construction dure quatre ans, de 1178 à 1182. La celle est enrichie de donations et privilèges par Henri II Plantagenêt, puis par son fils et successeur Richard Cœur de Lion ainsi que par les papes Clément III et Alexandre III. Vers 1185, les donations initiales sont complétées par des vignes, des prés ainsi que le moulin et l'écluse de Montreuil. Ces donations sont confirmées en 1304 par Philippe III le Hardi, roi de France. Une dizaine de moines y officient jusqu'au XVe siècle ; leurs occupations se partagent entre la prière et les soins aux lépreux. Ce monastère a d'ailleurs la particularité d'accueillir les moines lépreux de l'Ordre ; c'est peut-être la raison de la présence d'une petite chapelle voûtée, datant elle aussi du XIIe siècle, appuyée contre le mur nord de l'église, qui aurait servi spécifiquement à ces moines. La léproserie, distincte du monastère, existe jusqu'en 1440.

#### Vie grandmontaine
En 1186, le pape Urbain III prend les frères lépreux de la Haye sous sa protection spéciale. La celle de la Haye-aux-Bonshommes abrite neuf religieux en 1295 et quatorze en 1317. En 1317, lors de la réforme des Grandmontains par le pape Jean XXII, la Haye devient prieuré par rattachement de la celle de Craon.
En 1345, Pierre Roger de Beaufort obtient à l'âge de dix ans le titre de prieur titulaire de la Haye. Plus tard, il est nommé cardinal, puis élu pape en 1370, sous le nom de Grégoire XI. C'est le dernier pape d'Avignon, ramenant la papauté à Rome sur les instances de sainte Catherine de Sienne, tertiaire dominicaine. On lui attribue les peintures murales de l'église de la Haye, que l'on date pour cette raison de la deuxième moitié du XIVe siècle.

### Temps Modernes
Au XVIIe siècle, un prieur commendataire, Claude Ligier, aumônier du roi et du duc d’Orléans, fait reconstruire le prieuré, faisant notamment établir la façade occidentale des bâtiments claustraux. Il fait dans le même temps aménager une belle demeure, à 300 mètres du prieuré, pour sa propre résidence, actuellement connue sous le nom de « prieuré de la Haye-aux-Bonshommes », tandis que l’ancien prieuré a été rebaptisé de façon populaire abbaye, avant de devenir couvent pour une trentaine d'années.
En 1771, le prieuré est rattaché au séminaire Saint-Charles d'Angers. En 1772, lorsque l'ordre de Grandmont est supprimé par la commission des réguliers, il ne reste que quatre moines à la Haye.

### Époque contemporaine
À la Révolution française, les bâtiments sont vendus comme biens nationaux le 4 octobre 1791 à Joachim Pierre Tratouin. La ferme qui en dépend est attribuée au sieur Desvallois, président du Club révolutionnaire de l'Ouest, siégeant dans l'église de la Trinité d'Angers. C'est sur un terrain de cette ferme que se déroulent les fusillades d'Avrillé en 1794. Ils deviennent bâtiments de ferme au XIXe siècle puis colonie de vacances au XXe siècle, accueillant jusqu’à 120 jeunes filles de 7 à 15 ans. Ils sont rachetés en 1974 par le Mouvement de la jeunesse catholique de France.
En 1979, le prieuré est revendu à la fraternité Saint-Dominique qui s'y installe, ouvre une école et entreprend la restauration des bâtiments. Cette communauté traditionaliste d'inspiration dominicaine, communément appelée les « Dominicains d'Avrillé », est proche de la Fraternité sacerdotale Saint-Pie-X (FSSPX) jusqu'en 2014 où la communauté dominicaine choisit le parti de l'évêque Richard Williamson exclu de la FSSPX,, ce qui suscite la réprobation de l'abbé Christian Bouchacourt, supérieur du district de France de la FSSPX, dans un communiqué.
Au cours du XXe siècle, les bâtiments du prieuré sont protégés au titre des monuments historiques : inscription en 1947 pour les façades ouest des bâtiments conventuels, classement de la chapelle en 1947 et inscription en 1965 pour les façades et toitures de la maison du prieur, le jardin et les terrasses du prieuré.